# 1998年1月逝世人物列表
1998年逝世人物列表：1月 - 2月 - 3月 - 4月 - 5月 - 6月 - 7月 - 8月 - 9月 - 10月 - 11月 - 12月
1998年1月逝世人物列表，是用於匯總1998年1月期間逝世人物的列表。

## 依日期排序

### 1日
- 約翰·F·貝特曼，83歲，美式橄欖球運動員和教練。[1]
- 皮耶羅·菲利波內，86歲，義大利藝術總監。
- 傑克·福西，84歲，加拿大冰球運動員。[2]
- 丹尼斯·哈塞爾，67歲，英格蘭足球運動員。
- 阿爾弗雷德·拉加德，49歲，荷蘭電臺名人，死於中風。[3]
- 哈奇·列希，84歲，阿爾巴尼亞軍事領導人和共產主義政治家。
- 克桑西·萊德，71歲，英國高山滑雪運動員和奧運選手。[4]
- 奥克·塞法特，78歲，瑞典速度滑冰運動員和公路自行車運動員。[5]
- 海倫·威爾斯·穆迪，92歲，美國網球運動員。[6]

### 2日
- 馬克斯·科爾佩特，92歲，美國作家、編劇和作詞人。[7]
- 謝爾蓋·弗羅洛夫，73歲，蘇聯/俄羅斯現實主義畫家和平面藝術家。
- 維吉尼亞·加蘭特·加羅尼，91歲，義大利作家。[8]
- 唐納德·麥考密克，86歲，英國記者和著名歷史學家。
- 弗蘭克·繆爾，77歲，英國喜劇作家和廣播電視名人。[9]
- 弗雷德·瑙梅茨，75歲，美國橄欖球運動員。[10]
- 雷爾桑恩，47歲，美國世界衝浪冠軍[11]
- 尼克·維內特，61歲，美國唱片製作人，死於伯基特淋巴瘤。[12]

### 3日
- 韋恩·安布勒，82歲，美國棒球運動員。[13]
- 埃西·科菲，56歲，澳大利亞原住民社區領袖。
- 霍華德·吉爾曼，73歲，美國慈善家和藝術收藏家[14]
- 威廉·拉塞爾·凱利，92歲，美國商人[15]
- 瑪格特·倫布，85歲，英國壁球和網球運動員。
- 喬治·肖，64歲，美國橄欖球運動員。[16]
- 傑弗裡·沃森，76歲，澳大利亞統計學家。[17]

### 4日
- 卡洛·盧多維科·布拉加利亞，103歲，意大利電影導演[18]
- 雷蒙德·利奧波德·布魯克伯格，90歲，法國多米尼加牧師、作家和編劇。[19]
- 老托馬斯·弗里斯特，87歲，美國醫生和商人。[20]
- 約翰·加里，65歲，美國歌手、唱片藝術家和電視主持人。[21]
- 羅蘭·凱撒，54歲，德國演員、配音演員。
- 艾哈邁德·莫希丁，74歲，巴基斯坦科學家、學者。
- 朱塞佩·普里馬維拉，80歲，意大利國際象棋棋手。
- 莎莉·珀塞爾，53歲，英國詩人、翻譯家[22]
- 梅·奎斯特，89歲，美國女演員[23]
- 弗朗西斯科·索克·羅德里戈，83歲，菲律賓劇作家、廣播員、律師和政治家。[24]
- 魯迪·西基奇，76歲，美國橄欖球運動員。[25]
- 尤西夫·尤西福夫，68歲，蘇聯和阿塞拜疆語言學家和歷史學家。

### 5日
- 雨果·阿文達諾，70歲，墨西哥歌手和演員，死於胰腺癌。
- 大衛貝爾斯托，46歲，英國板球運動員，自殺身亡。
- 桑尼·波諾，62歲，美國創作歌手、演員和政治家[26]
- 阿利克·卡瓦利埃，71歲，義大利雕塑家。
- 安娜·科爾特斯，102歲，智利畫家。
- 肯·福西，54歲，美國音樂家[27]
- 羅伊·梅恩，62歲，美國賽車手。

### 6日
- 沃爾特·巴恩斯，79歲，美式橄欖球運動員和演員[28]
- 理查·克拉特巴克，80歲，英國陸軍將軍和軍事歷史學家。
- 奧泰羅·柯蘭吉，85歲，義大利電影剪輯師。
- 傑克·T·康威，80歲，美國工會會員。[29]
- 愛麗絲·弗羅斯特，87歲，美國女演員。
- 維克多琳·杜邦·霍姆西，97歲，美國建築師。[30]
- 默里·塞勒姆，47歲，美國電視演員和編劇
- 奧托·施密特，84歲，美國發明家、工程師和生物物理學家。[31]
- 格奧爾基·斯維里多夫，82歲，蘇聯和俄羅斯作曲家[32]

### 7日
- 歐文·布蘭得利，82歲，美國音樂家和唱片製作人。[33]
- 羅傑·迪恩，84歲，澳大利亞政治家。
- 傑奎琳·德威特，85歲，美國女演員。[34]
- 理查·漢明，82歲，美國數學家[35]
- 多蘿西·利維，101歲，美國慈善家。[36]
- 阿爾瓦·萊爾斯，41歲，美國橄欖球運動員。[37]
- 斯拉瓦·梅特維利，61歲，蘇聯和喬治亞足球運動員和經理。
- 瓦莱里奥·佩伦廷，88歲，義大利賽艇運動員和奧運選手。[38]
- 弗拉基米爾·普雷洛格，91歲，克羅埃西亞-瑞士有機化學家。[39]
- 弗蘭克·羅伯茨，90歲，英國外交官。
- 勞倫斯·特裡特，94歲，美國推理小說作家。.[40]
- 崔拉斯開茲，55歲，墨西哥女演員[41]
- 多蘿西·威爾遜，88歲，美國電影女演員。[42]

### 8日
- 道格·安德森，70歲，加拿大冰球運動員。[43]
- 比爾·科布斯，86歲，美國橄欖球運動員。
- 沃爾特·迪默，94歲，美國泡泡糖發明者[44]
- 瑪麗·瑪德琳·迪內施，83歲，法國政治家。[45]
- 托尼·拉維利，71歲，美國籃球運動員和音樂家[46]
- 丹尼斯·隆巴德，59歲，法國歷史學家、漢學家。[47]
- 森彰彦，32歲，日本電子遊戲音樂作曲家，死於癌症。
- 马克斯·莫里斯，72歲，美國籃球和橄欖球運動員。[48]
- 薩姆·佩林，96歲，美國編劇。[49]
- 沙米瑪·謝赫，37歲，南非記者和穆斯林婦女權利活動家，死於乳腺癌。
- 拉齊烏丁·西迪基，90歲，巴基斯坦出生的美國物理學家。[50]
- 迈克尔·蒂皮特，90歲，英國作曲家[51]

### 9日
- 雨果·澤佩達·巴里奧斯，90歲，智利政治家和律師。
- 保羅·H·鄧恩，73歲，美國摩門教領袖。
- 福井谦一，79歲，日本化學家，諾貝爾癌症獎獲得者。[52]
- 阿爾貝托·以撒，74歲，墨西哥游泳運動員、電影導演和編劇。[53]
- 伊米·李確費爾德，87歲，以色列武術家。
- 莉娅·马诺柳，65歲，羅馬尼亞鐵餅運動員和奧運選手[54]
- 凱斯琳·香農，62歲，加拿大電影導演和製片人，死於肺癌。[55]
- 查里托·索利斯，62歲，菲律賓電影女演員，心臟驟停而死。

### 10日
- 邓广铭，90歲，中國歷史學家，死於癌症。[56]
- 沃爾夫岡·哈恩，86歲，德國數學家。
- 莫娜·梅·卡夫，83歲，美國國際象棋選手。[57]
- 维克多·帕帕纳克，74歲，奧地利裔美國設計師。
- 馬里奧·聖地牙哥·帕帕斯奎羅，44歲，墨西哥詩人，死於交通事故。[58]

### 11日
- 喬·貝克爾，89歲，美國棒球運動員。[59]
- 埃里克·賈維克，90歲，瑞典古生物學家。
- 溫·莫蒂默，78歲，加拿大漫畫家和連環畫家[60]
- 埃利斯·拉布，67歲，美國演員和導演[61]
- 羅納德·里朗斯，73歲，英國橄欖球運動員。
- 艾丹·西亞武斯，50歲，土耳其籃球運動員和教練[62]
- 貝德里·斯帕希烏，89歲，阿爾巴尼亞政治家和將軍。
- 克劳斯·滕施泰特，71歲，德國指揮家[63]
- 格奧爾基·文斯，69歲，蘇聯持不同政見者和浸信會牧師。[64]
- 約翰·威爾斯，61歲，英國演員、作家和諷刺作家。[65]

### 12日
- 弗洛倫斯·里夫勒·巴爾，88歲，美國藝術家和活動家，死於家庭事故。
- 拉蒙桑佩德羅，55歲，西班牙作家和安樂死活動家，自殺身亡。
- 羅傑·克拉克，58歲，英國拉力賽車手，死於中風。
- 麥紀根，66歲，加拿大學者和政治家[66]
- 利布謝·莫尼科娃，52歲，捷克作家。[67]
- 伊恩·摩爾斯，43歲，英格蘭足球運動員[68]
- 菲利斯·納爾遜，47歲，美國歌手，死於乳腺癌。
- 羅伯特·湯森德，77歲，美國商人和作家[69]

### 13日
- 馬丁·弗拉米格，84歲，德國教堂音樂家。[70]
- 米霍維爾·洛加爾，95歲，南斯拉夫作曲家和音樂作家。[71]
- 鮑勃·馬丁，75歲，奧地利歌手。
- 穆斯林穆利奇，阿爾巴尼亞畫家。
- 安德魯·盧瑟福，68歲，英國教育家。[72]

### 14日
- 萨菲耶·艾拉，90歲，土耳其古典歌手。[73]
- 托尼·德維塔，65歲，義大利作曲家、指揮家、編曲家和鋼琴家。
- 阿圖羅·恩里萊，57歲，菲律賓將軍
- 穆罕默德·加齊，84歲，伊朗作家、翻譯家和作家[74]
- 哈裡·西蒙斯，90歲，美國棒球高管、作家和歷史學家。

### 15日
- 約翰·A·安德森，65歲，美式橄欖球教練[75]
- 哈爾·貝勒，79歲，美國演員。
- 瑪瑟琳·賈亞科迪，95歲，斯里蘭卡天主教神父，音樂家，作家，記者。
- 根納季·科爾賓，70歲，蘇聯政治家。
- 瑪格麗特·庫欽斯基，93歲，歐洲經濟學家和文學家。[76]
- 鄧肯·麥克諾頓，87歲，加拿大運動員和奧運選手。.[77]
- 古尔扎里拉尔·南达，99歲，印度政治家和經濟學家。[78]
- E.傑克紐曼，76歲，美國作家和製片人。
- 艾哈邁德·烏賈尼，60歲，阿爾及利亞足球運動員。[79]
- 威廉·喬治·波廷傑，81歲，英國被定罪的欺詐者。[80]
- 鮑裡斯·塔圖申，64歲，蘇聯足球運動員和經理。[81]
- 哈麗特·範·霍恩，77歲，美國報紙專欄作家和廣播/電視評論家[82]
- 朱尼爾威爾斯，63歲，美國藍調歌手和口琴手[83]

### 16日
- 蓋亞尼·切博塔良，79歲，亞美尼亞作曲家和音樂學家。
- 漢斯·格林伯格，80歲，二戰期間德國空軍王牌戰鬥機。
- 迪米特裡斯·霍恩，76歲，希臘裔奧地利演員，死於癌症。
- 馬蒂·庫西，83歲，芬蘭民俗學家、模仿學家和藝術家。[84]
- 洛倫索·蒙賈爾迪諾，81歲，義大利建築師和室內設計師[85]
- 湯米·佩德森，77歲，美國爵士長號手和作曲家。[86]
- 埃米爾·西特卡，83歲，美國演員[87]
- 魯吉·瓦爾德納，84歲，德國電影製片人。

### 17日
- 艾倫·E·科伯，62歲，美國插畫家。[88]
- 齊格蒙特·齊熱夫斯基，87歲，波蘭冰球和足球運動員兼經理。
- 赫尔维·海迈莱宁，90歲，芬蘭作家。[89]
- 朱尼爾金布羅，67歲，美國藍調音樂家[90]
- 約瑟夫·S·墨菲，64歲，美國政治學家和大學行政人員[91]
- 克利菲·斯通，80歲，美國音樂家，廣播電視名人。[92]
- 路易士·特羅奇洛，67歲，巴西足球運動員。

### 18日
- 拜倫·貝利，67歲，美國烤架和加拿大足球運動員。[93]
- 瓊·班克斯，79歲，美國女演員，死於肺癌。
- 何塞·卡盧加斯，90歲，菲律賓裔美國菲律賓童子軍，榮譽勳章獲得者。
- 居伊·夏博諾，75歲，加拿大政治家。
- 瑪麗亞·朱迪特·德卡瓦略，76歲，葡萄牙作家。[94]
- 莫妮卡·愛德華茲，85歲，英國兒童作家。[95]
- 丹喬治亞迪斯，75歲，希臘足球運動員和經理。
- 安托萬“T.C.D.”倫迪，34歲，美國歌手，死於肌萎縮側索硬化症。
- 格里·奧滕海默，63歲，加拿大政治家。
- 本傑明·霍斯金斯·帕多克，71歲，美國銀行搶劫犯和騙子，聯邦調查局十大通緝逃犯，心臟病發作。
- 斯基特昆蘭，69歲，美國橄欖球運動員。[96]
- 威廉·特斯萊夫，91歲，瑞典水手和奧運選手。[97]
- 約瑟普·烏哈奇，73歲，南斯拉夫-克羅埃西亞教廷大使。
- 詹姆斯·維利爾斯，64歲，英國演員[98]

### 19日
- 李广祥，中华人民共和国公安部原党组副书记、副部长。
- 本特·埃克倫德，73歲，瑞典演員。[99]
- 科內利斯·卡克曼，69歲，荷蘭植物學家。
- 阿爾內格拉蒂，76歲，美國籃球運動員和教練，死於癌症。[100]
- 大衛·奧爾利科，79歲，加拿大政治家。
- 卡爾·帕金斯，65歲，美國創作歌手，死於食道癌。[101]
- 亞伯拉罕·辛科夫，90歲，美國密碼分析師。[102]
- 德威特·韋弗，85歲，美式橄欖球運動員和教練。
- 拉麗莎·塔科夫斯卡婭，64歲，蘇聯電影導演和女演員，死於肺癌。

### 20日
- 哈裡·阿什莫爾，81歲，美國記者。[103]
- 巴西波波，73歲，美國職業摔跤手，人稱“巴西波波”，死於中風。[104]
- 雅各·科恩，74歲，美國心理學家和統計學家。
- 澤武倫·哈默，61歲，以色列政治家，癌症。[105]

### 21日
- 瑪麗·邦廷，87歲，美國學者和大學校長[106]
- 愛德華·卡里克，93歲，英國藝術設計師、作家和插畫家。[107]
- 拉裡·吉伯特，55歲，美國高爾夫球手，死於肺癌。[108]
- 帕科達·卡達爾，58歲，印度演員。
- 弗里德里希·凱斯勒，96歲，美國法學教授[109]
- 近藤喜文，47歲，日本動畫師[110]
- 傑克·洛德，77歲，美國演員[111]
- 拉爾夫·C·史密斯，104歲，美國陸軍軍官
- 路易斯·蒂塔德，87歲，法國自行車運動員[112]

### 22日
- C·埃爾默·安德森，85歲，美國政治家。[113]
- 愛德華·F·阿恩，91歲，美國律師和政治家。[114]
- 亨德里克·約瑟夫·科尼利厄斯·瑪麗亞·德·科克，91歲，荷蘭羅馬天主教主教。[115]
- 哈羅德·琳賽爾，84歲，美國福音派作家和學者。
- 喬治·馬克斯，82歲，英格蘭足球運動員。
- 尼諾·皮羅塔，89歲，義大利音樂學家。[116]
- 比爾·索爾特，85歲，美國橄欖球運動員。[117]

### 23日
- 唐納德·大衛斯，69歲，加拿大演員。[118]
- 約翰·福布斯，47歲，澳大利亞詩人。[119]
- 薩克森-科堡和哥達王子弗裡德里希·喬西亞斯，79歲，德國貴族。
- 拉爾夫·克爾斯滕，67歲，德國電影導演和編劇。[120]
- 希拉·利曼，63歲，迦納總統，糖尿病。
- 羅伊·麥卡森，58歲，美式橄欖球運動員[121]
- 阿爾弗雷多·奧曼多，39歲，義大利作家和同性戀權利活動家
- 維克多·帕斯莫爾，89歲，英國藝術家和建築師。[122]
- 歐內斯特·皮爾斯，88歲，南非拳擊手。
- 薩賈德·侯賽因·庫雷希，101歲，印度政治家。
- 萊昂內爾·威爾遜，82歲，美國政治家[123]
- 穆罕默德·優素福，81歲，阿富汗總理。

### 24日
- 諾達爾·阿哈卡茨，60歲，喬治亞足球經理
- 小沃爾特·畢肖普，70歲，美國爵士鋼琴家[124]
- 沃爾特·D·埃德蒙茲，94歲，美國作家。[125]
- 米羅斯瓦夫·賈斯特克，49歲，波蘭足球運動員。
- 鮑勃·拉塞爾，90歲，美國藝人。[126]
- 伊莉莎白·斯奈爾斯，84歲，比利時律師和女權主義者。
- 賈斯汀·塔布，62歲，美國鄉村音樂歌手和詞曲作者。[127]

### 25日
- 哈米德·阿爾加德里，85歲，印尼獨立先驅。[128]
- 奧利佛·布拉斯諾，80歲，美國侏儒舞者和女演員。[129]
- 西德尼·科爾，89歲，英國影視製片人。
- 迪拉瓦爾·費加爾，68歲，巴基斯坦作家、詩人和幽默家。
- 阿蒂亞·侯賽因，85歲，英裔印度小說家、作家、記者和演員。[130]
- 弗里茨·朗納，85歲，德國足球運動員和經理。[131]
- 羅伊·波特，74歲，美國爵士鼓手。[132]
- 赫爾曼·斯托克斯，65歲，美國運動員和奧運選手。[133]
- 阿蒂拉·佐勒，70歲，匈牙利裔美國爵士吉他手。[134]

### 26日
- 霍根·巴西，65歲，奈及利亞裔英國拳擊手。
- 尼古拉斯·赫維勳爵，36歲，英國貴族和政治活動家[135]
- 奧拉夫·科特納，77歲，挪威政治家。
- 埃塞爾雷達·利奧波德，83歲，美國電影女演員[136]
- 李·摩西，56歲，美國R&B和靈魂歌手兼吉他手，死於肺癌。
- 馬裡奧·斯基法諾，63歲，義大利畫家和合作者。[137]
- 鈴木鎮一，99歲，日本音樂家、哲學家和教育家。[138]

### 27日
- 阿不力孜·阿吉
- 艾倫·大衛斯，73歲，英國空軍元帥。
- 景山民夫，50歲，日本小說家
- 伊莉莎白·曼特爾，56歲，蘇格蘭助產士和護士。[139]
- 阿西亞諾里斯，85歲，俄羅斯-義大利電影女演員。[140]
- 米科拉·斯澤巴克，70歲，蘇聯-烏克蘭動物學家、生態學家和爬蟲學家。
- 傑弗瑞·特雷斯，88歲，英國作家。[141]
- 米克洛斯·烏德瓦爾迪，78歲，匈牙利生物學家和生物地理學家。[142]

### 28日
- 路易·沙约，83歲，法國自行車運動員和奧運選手。[143]
- 伯納德·約瑟夫·弗拉納根，89歲，美國羅馬天主教會主教。
- 乔·霍拉普，63歲，美國籃球運動員。[144]
- 石之森章太郎，60歲，日本漫畫家，“神心英雄之父”[145]
- 肯·傑克遜，68歲，美國橄欖球運動員。[146]
- 達格尼·坦德·蓋德，94歲，挪威畫家、插畫家和詩人。
- 李霞卿，85歲，中國電影女演員、飛行員和慈善家。
- 約翰·莫頓-芬尼，108 歲，美國民權運動家、律師和教育家。[147]

### 29日
- 約瑟夫·阿利奧托，81歲，美國政治家，三藩市市長[148]
- 烏戈·博洛尼亞，80歲，義大利演員和配音演員，心臟病發作而死。
- 卡琳·瓊生，83歲，英國人物雕塑家。[149]
- 羅伯·穆爾德斯，30歲，荷蘭公路自行車手[150]
- 埃德·史密斯，84歲，美國橄欖球運動員[151]

### 30日
- 吉姆·巴伯，85歲，美國橄欖球運動員[152]
- 赫克托·坎波斯-帕西，75歲，波多黎各作曲家。[153]
- 理查·卡西利，70歲，美國歌劇男高音[154]
- 撒母耳·艾倫伯格，84歲，波蘭裔美國數學家。[155]
- 帕帕納姆科杜·拉克什馬南，61歲，印度電影導演、編劇和作詞人。
- 斐迪·梅恩，81歲，德裔英國演員[156]
- 萊斯利·紐比金，88歲，英國神學家、傳教士和作家。[157]
- 埃米特·雷德福，93歲，美國政治學家。[158]
- 露易絲·沃克，87歲，奧地利古典吉他手和作曲家。

### 31日
- 安华·阿都马力，99岁，马来西亚政治人物、巫统创办人之一。[159]
- 葛蕾塔·阿爾維森，91歲，瑞典考古學家。[160]
- 喬治·孔布雷，91歲，法國電影導演、製片人和編劇。[161]
- 萊霍·勞林，93歲，愛沙尼亞國際象棋大師。
- 愛麗絲·米爾，91歲，美國教育家。[162]
- 卡羅爾·斯特里賈，82歲，波蘭指揮家和教師。